# História de Eirunepé
A História de Eirunepé, um município brasileiro no interior do estado do Amazonas, teve seu início com o ciclo da borracha, nas primeiras décadas do século XIX. Com a baixa condição de vida e fugindo da Grande Seca de 1877-1878 do nordeste imigrantes chegaram a região do Juruá e fixaram residências nas margens dos rios, formando assim as primeiras vilas e povoados, entre eles a vila de São Filipe, atual Eirunepé.

## Etimologia
A cidade nasceu como São Filipe do Rio Juruá, no ano de 1894.No ano de 1930 a vila de São Filipe passou a demominar-se "João Pessoa", dando em conseqüência o Ato nº 317, de 5 de março de 1931. Em 31 de dezembro de 1943 pelo Decreto-Lei Estadual nº 1.186, o município e o distrito sede passam a denominar-se Eirunepé. O nome Eiru,vem do Tupi e significa Pai e Neppé significa Filho.

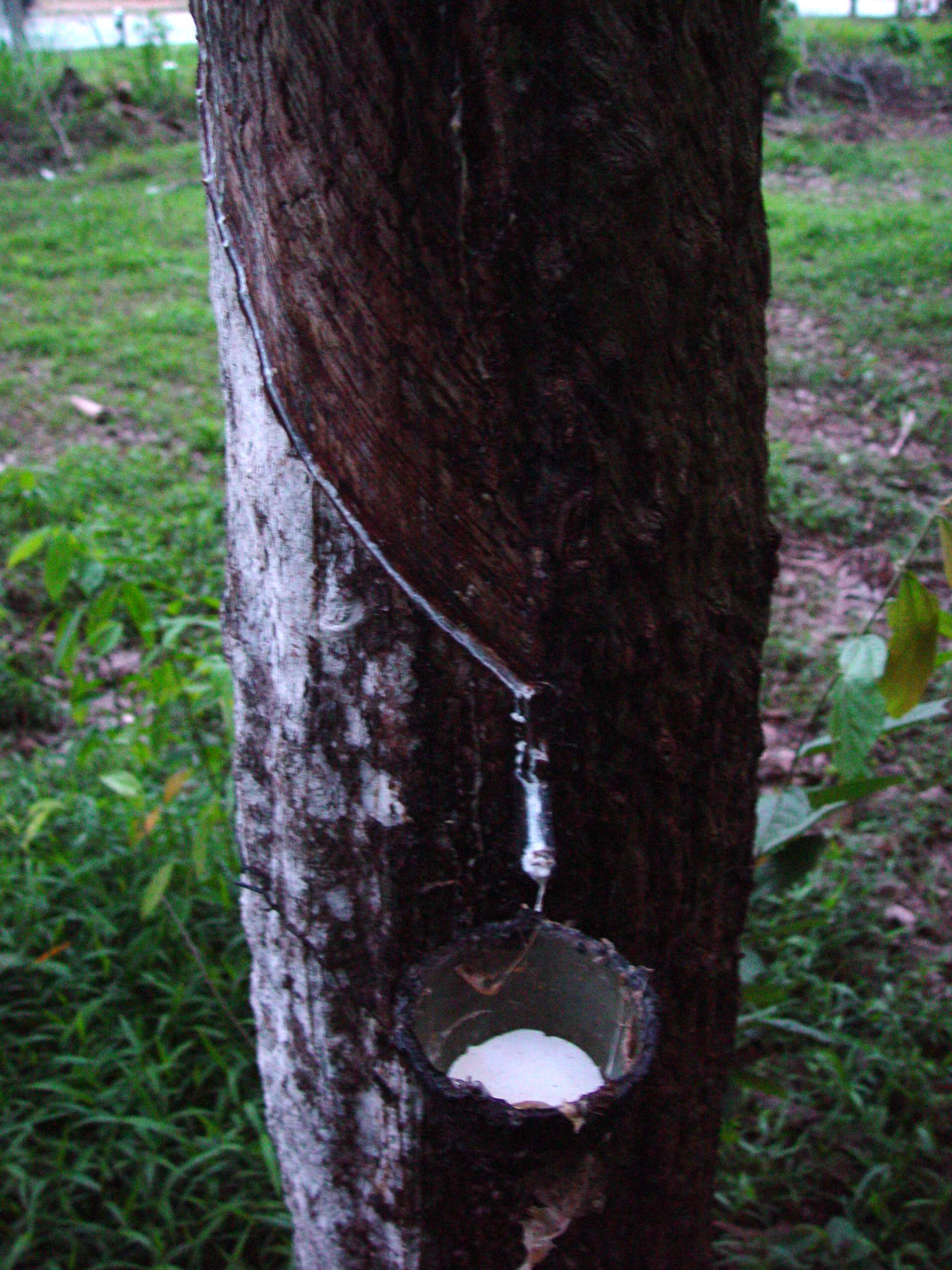
A extração de látex da seringueira foi decisivo na criação da cidade.

Nas primeiras décadas do século XIX, atraídos pela extração do látex, o auge da economia do Amazonas na época, e fugindo da seca do nordeste, cearenses, rio-grandenses do norte e paraibanos chegaram à região do Juruá e fixaram residência nos seringais, dando origem às primeiras vilas. Foi nesse contexto histórico que começou o povoamento do município hoje denominado Eirunepé.

## Primórdios
Os primeiro habitantes foram homens nordestinos trazidos por Filipe Manuel da Cunha. Como existia uma carência muito grande de mulheres brancas, esses homens casavam-se com mulheres indígenas da tribo Kulinaã. Este fato gerou muitos conflitos com o homem branco que chegava, dividindo a opinião da tribo. Assim, aqueles que aceitavam o homem branco foram denominados Kulinas, enquanto aqueles que não aceitavam foram denominados Kanamari.

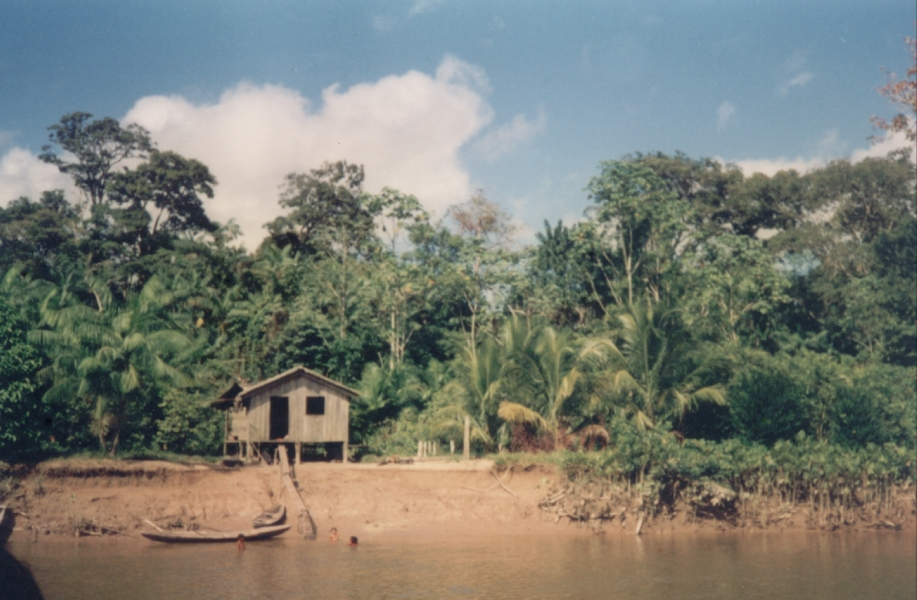
Casa de caboclo na beira do rio.

Nas primeiras décadas do século XX, durante a Primeira Guerra Mundial (1914-1918), muitos povos de vários países fugindo da guerra. procuravam outros lugares para começar uma nova vida. Ao chegarem ao Brasil, muitos eram atraídos pela borracha, principal riqueza da época, e procuravam o interior para se dedicarem ao cultivo agrícola e ao cultivo do látex.
Com o declínio da borracha, muitas famílias buscaram trabalhos em outras cidades, principalmente Manaus, Belém, Porto Velho, Tefé, Tabatinga e Eirunepé. Outros continuaram no campo vivendo da baixa valorização da borracha e da agricultura.
A população por ser composta de várias misturas, com fortes traços do branco nordestino com índios Kulinaã, teve também influência de povos vindos de outras regiões, como turcos, portugueses e outros. Daí, nasce uma cultura bastante diversificada, com hábitos e costumes próprios.
A cidade de Eirunepé, outrora São Filipe, está situada à margem esquerda do Rio Juruá, próximo a foz do Rio Tarauacá, que fica na margem oposta. O local em que foi erguida, foi anteriormente a sede do grande seringal Eiru, de propriedade de Filipe Manuel da Cunha, rico seringalista do Rio Juruá. A sede de São Filipe desenvolveu-se consideravelmente na época em que o preço da borracha passou por uma grande valorização.

### Ciclo da Borracha
O Ciclo da borracha constituiu uma parte importante da história econômica e social de Eirunepé, estando relacionado com a extração e comercialização da borracha. Este ciclo teve o seu centro na região amazônica, proporcionando grande expansão da colonização, atraindo riqueza e causando transformações culturais e sociais, além de dar grande impulso às cidades de Manaus, Porto Velho e Belém, até hoje maiores centros e capitais de seus Estados, Amazonas, Rondônia e Pará, respectivamente. No mesmo período foi criado o Território Federal do Acre, atual Estado do Acre, cuja área foi adquirida da Bolívia por meio de uma compra por 2 milhões de libras esterlinas em 1903. O ciclo da borracha viveu seu auge entre 1879 a 1912, tendo depois experimentado uma sobrevida entre 1942 e 1945 durante a II Guerra Mundial (1939-1945).
Foi descoberto um grande potencial nas vilas sobre o Juruá, inclusive Eirunepé, daí como vários trabalhadores migravam para a região do Juruá foram formando vilas que se desmembraram de Eirunepé e viraram cidades como Envira e Ipixuna, que hoje são seus principais parceiros, já que a cidade chegou a ser um dos maiores municípios do mundo em extensão territorial com aproximadamente 215.000 quilômetros quadrados.

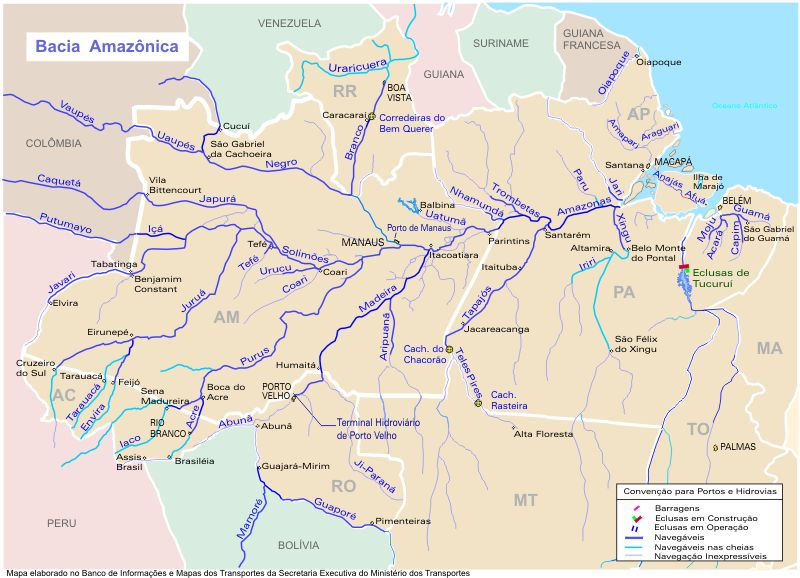
Região da Amazônia, palco do ciclo da borracha. É visível parte do Brasil e da Bolívia.

Do caule da seringueira é extraído um líquido branco, chamado látex, em cuja composição ocorre, em média, 35% de hidrocarbonetos, destacando-se o 2-metil-1,3-butadieno (C5H8), comercialmente conhecido como isopreno, o monômero da borracha.
O látex é uma substância praticamente neutra, com pH 7,0 a 7,2. Mas, quando exposta ao ar por um período de 12 a 24 horas, o pH cai para 5,0 e sofre coagulação espontânea, formando o polímero que é a borracha, representada por (C5H8)n, onde n é da ordem de 10.000 e apresenta massa molecular média de 600 000 a 950 000 g/mol.

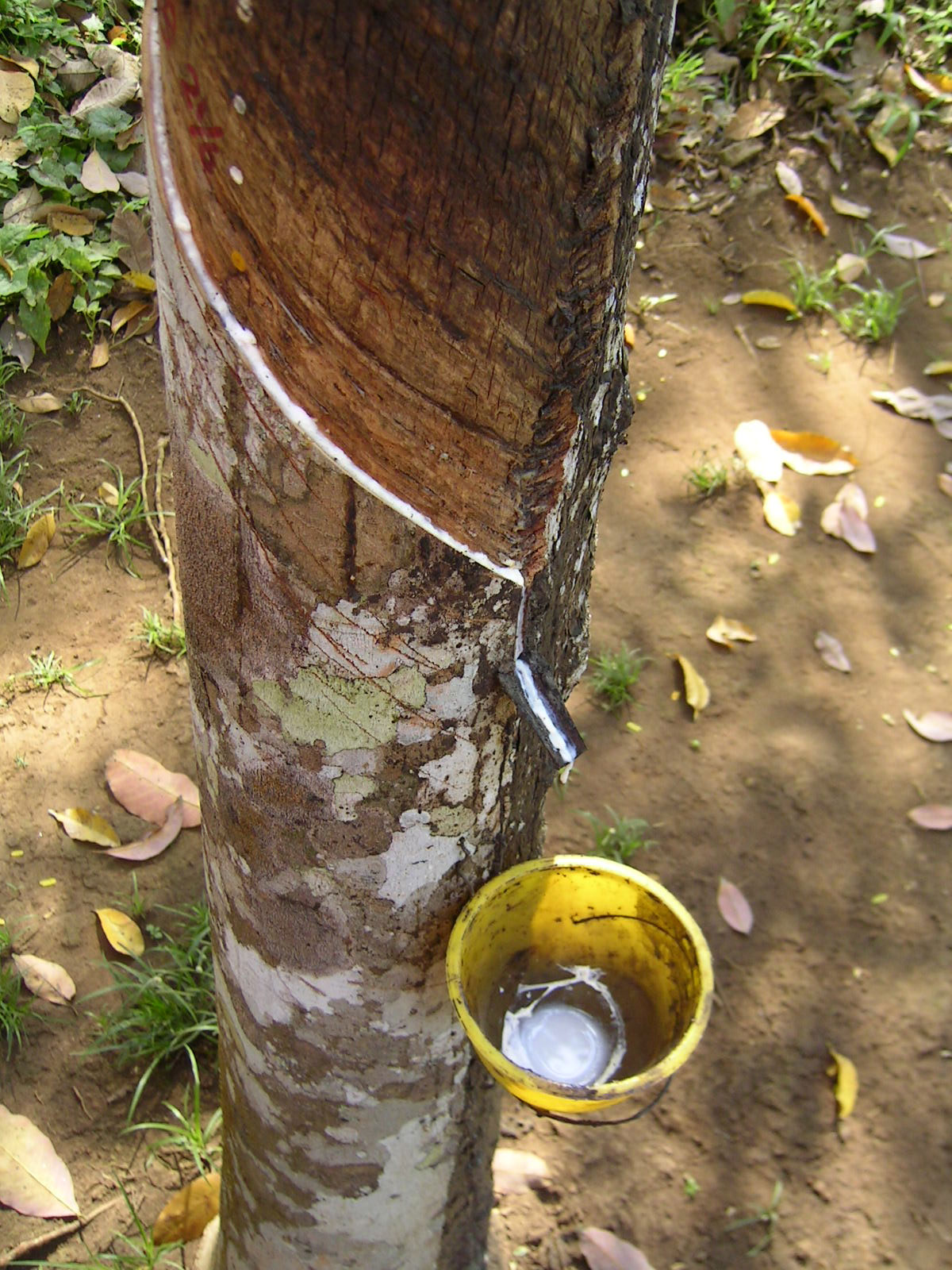
Extração de látex de uma seringueira

A borracha, assim obtida, possui desvantagens. Por exemplo, a exposição ao ar provoca a mistura com outros materiais (detritos diversos), o que a torna perecível e putrefável, bem como pegajosa devido à influência da temperatura. Através de um tratamento industrial, eliminam-se do coágulo as impurezas e submete-se a borracha resultante a um processo denominado vulcanização, resultando a eliminação das propriedades indesejáveis. Torna-se assim imperecível, resistente a solventes e a variações de temperatura, adquirindo excelentes propriedades mecânicas e perdendo o carácter pegajoso.

#### Formação administrativa
Com a força do ciclo da borracha, o seringal Eiru assumiu aspecto de povoado, em uma bela terra firme, na margem envolvente de uma bela curva do rio.
O proprietário interessou-se por transformá-la em Vila, a fim de chamar autoridades para aquela região longínqua. Não tardou muito, Filipe Manuel da Cunha entrou em entendimento com o governo e conseguiu que fosse acrescentado no artigo nº 69, da Lei nº 33 de 04 de novembro de 1892, mais um município, que foi denominado de São Filipe do Rio Juruá. Esta lei, porém, não foi posta em execução.
A Lei nº 76, de 08 de setembro de 1894, criou no Rio Juruá um município com respectivo Termo Judiciário anexo à Comarca de Tefé, com sede em São Filipe. A Lei nº 114, de 17 de abril de 1895, transferiu a sede do Município, do lugar de São Filipe para Carauari. Feita a revisão dos limites dos Municípios do Estado, pelo Decreto nº 122, de 07 de agosto de 1896, a sede do Município de Carauari ficou incluída no território de Tefé, dando resultado ao Decreto nº 125, de 11 de agosto de 1896, transferindo a sede do Município de Carauari para o lugar de São Filipe.
Automaticamente, o Juiz de Direito, Dr. Jorge Augusto Studart julgou transferida a sede da Comarca e, se passando para a nova localidade, ali instalou a Comarca em 21 de setembro de 1896. É interessante notar que não existe nenhum Ato criando a Comarca de São Filipe.
Na mesma data o primeiro Superintendente Capitão Tenente Tomás Medeiros Pontes instalou a Vila, que também não fora criada. Após a Revolução Nacional (1930), foi nomeado para Prefeito o Capitão Moisés de Araújo Coriolando, este solicitou a mudança do nome da Vila de São Filipe para João Pessoa, dando em conseqüência o Ato nº 317, de 05 de março de 1931.
Pela Lei nº 14, de 06 de setembro de 1935, a Vila foi elevada à categoria de Cidade, tendo sido instalada pelo Prefeito Municipal João Pinto Conrado Gomes.
Em 31 de dezembro de 1943 pelo Decreto-Lei Estadual nº 1.186, o município e o distrito sede passam a denominar-se Eirunepé. Em 19 de dezembro de 1955, pela Lei Estadual n° 96, são desmembradas as partes de seu território que passam a constituir dois novos municípios, que atualmente são chamados de Envira e Ipixuna.

## História recente
Hoje Eirunepé é um das principais cidades do  Amazonas e também da Região Norte do Brasil.Devido a sua distância a manaus ela se tornou a Capital do Juruá e a principal cidade da chamada Calha do Juruá, que é composta pelas cidades de Carauari, Eirunepé, Envira, Guajará, Ipixuna, Itamaraty e Juruá.
O único acesso a Eirunepé é de barco ou avião,no importante Aeroporto Regional de Eirunepé.Porém a uma estrada improvisada que liga a cidade até o município vizinho de Envira.